# 普卡潘帕山
8°32′47″S 77°44′36″W / 8.54639°S 77.74333°W
普卡潘帕山（Puka Pampa），是秘魯的山峰，位於該國北部安卡什大區，由科龍戈省的庫斯卡區負責管轄，屬於布蘭卡山脈的一部分，海拔高度4,400米。